# Pavelló de la República
El Pavelló de la República, també conegut com a Pavelló Espanyol, fou un edifici dissenyat per Josep Lluís Sert amb l'ajut de Luis Lacasa per a l'Exposició Internacional de París de 1937. Es va fer famós per ser el lloc on es va exhibir per primera vegada el Guernica de Pablo Picasso, la Font de Mercuri d'Alexander Calder i El segador, un gran quadre de Joan Miró actualment desaparegut. Es va inaugurar oficialment el dia 12 de juliol de 1937, situat a l'avinguda del Trocadero, prop dels pavellons d'Alemanya i de la Unió Soviètica. L'edifici va adquirir una finalitat bàsicament cultural i de propaganda per fer saber al món la situació que s'estava vivint a l'estat espanyol el 1937. A l'acte inaugural, hi va participar la Cobla Barcelona, una formació musical oficial de la Generalitat de Catalunya que estava de gira per Europa.

## Descripció
La importància d'aquest edifici radica en tres qüestiones concretes. En primer lloc, cal destacar les innovacions arquitectòniques del projecte que, malgrat realitzar-se en uns moments de precarietat econòmica i limitació pel que fa als materials, el seu llenguatge formal l'apropava a l'avantguarda arquitectònica europea.
En segon lloc, pel contingut que es va exhibir, també molt relacionat amb l'avantguarda artística del moment. A més del Guernica de Picasso, amb tota la seva càrrega sociopolítica, hi havia obres de Joan Miró, Juli González, Ferran Escrivà, Alberto Sánchez, etc.

## Exposició
En aquest espai és on va ser exposat per primera vegada el famós quadre de Picasso El Guernica. Quan el quadre va ser exposat per primera vegada, el 12 de juliol de 1937, va suscitar tota mena de reaccions i una gran polèmica. Més d'una persona esperava un quadre molt més descriptiu, seguint els corrents del realisme socialista de l'època. Fins i tot, es va plantejar la possibilitat de canviar el quadre per una obra molt més realista anomenada "Madrid, 1937", d'Horacio Ferrer, exposada a la segona planta del pavelló. Però la premsa internacional no va trigar a fer-ne ressò i declarar el Guernica com una obra mestra.
El Guernica estava situat en una de les parets principals del pavelló d'Espanya, compartint espai amb obres com la Font de mercuri d'Alexander Calder, una escultura d'Alberto Sánchez, El segador de Joan Miró i treballs d'altres artistes de renom. A part d'obres d'art, també s'exhibien cartells propagandístics de l'època i fotos que mostraven la situació del conflicte a l'estat espanyol. Durant l'agost de 1937, el govern basc ja estava exiliat a França i es va fotografiar amb el mural de fons. En el pavelló espanyol també hi va tenir presència el cinema, eina que el Govern de la República va utilitzar com a prolongació de la seva política cultural amb finalitats propagandístiques. D'aquesta manera, les institucions polítiques fomentaven la producció artística més renovadora amb una motivació ideològica.
Un cop acabada la fira, el gener de 1938, els representants del govern espanyol a París havien canviat, per la qual cosa ningú va reclamar el quadre i fou el mateix Picasso qui el recollí i se l'emportà cap al seu estudi, on romandria uns mesos.
El segador és una pintura que Joan Miró va realitzar amb motiu de l'Exposició Universal de París (1937) per a decorar el Pavelló de la República, un edifici dissenyat per Josep Lluís Sert amb l'ajut de Luis Lacasa, junt amb el Guernica de Pablo Picasso, la Font de Mercuri d'Alexander Calder i Cap de la Montserrat cridant de Julio González. L'obra de Miró va desaparèixer durant el desmuntatge de l'exposició, i només se'n conserven algunes fotografies en blanc i negre.

## Reconstrucció

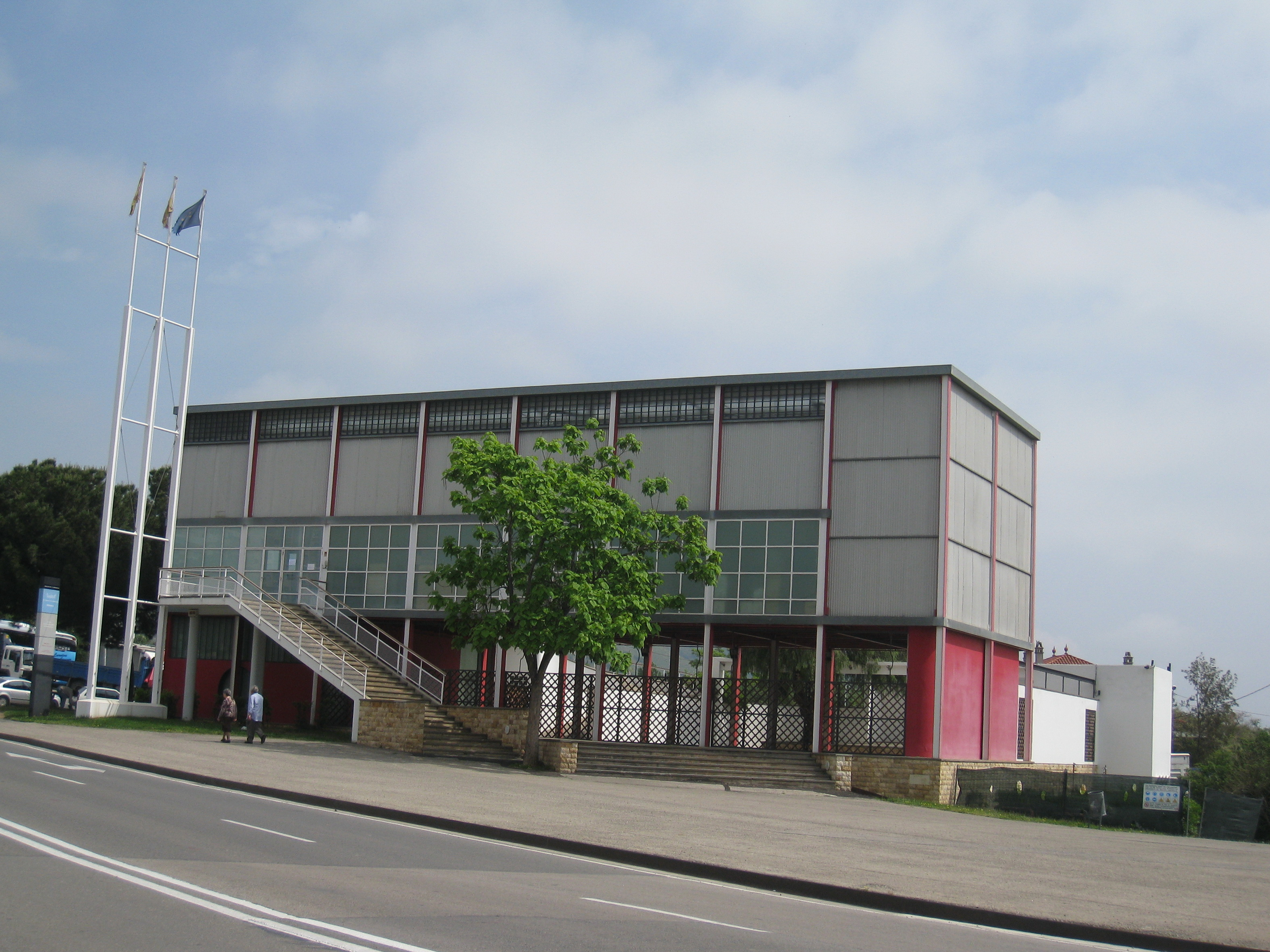
Reconstrucció a Barcelona

En la remodelació de la zona del districte d'Horta-Guinardó pels Jocs Olímpics d'Estiu de Barcelona 1992, es va reconstruir el Pavelló de la República, una rèplica exacta del que s'havia construït en l'Exposició Internacional de París el 1937. Es van utilitzar fins i tot els mateixos materials, i tan sols s'hi van afegir l'ascensor i un gran soterrani, on actualment es troba la major part del seu material. Actualment, en la rèplica del Pavelló de la República, s'hi allotja el Centre d'Estudis Històrics Internacionals i la Biblioteca del Pavelló de la República, que disposa d'un dels fons més importants a nivell mundial sobre la Segona República, Guerra Civil, franquisme, exili i transició a l'estat espanyol, i especialment a Catalunya.
El pavelló original va ser dissenyat pels arquitectes Josep Lluís Sert i Luis Lacasa Navarro, per encàrrec del govern de la República en plena guerra civil per tal de representar-la. La reconstrucció de 1992 va ser feta pels arquitectes Miquel Espinet, Antoni Ubach i Juan Miguel Hernández León. Inicialment i mentre duressin els jocs, es volia exhibir el Guernica de Picasso, però la idea no va a reeixir, i a partir de 1992 l'edifici es va tancar.
El 1994, se signà un conveni entre l'Ajuntament de Barcelona, la Biblioteca Josep Maria Figueras i la Universitat de Barcelona per tal d'instal·lar-hi l'actual fons documental.
L'edifici es va obrir definitivament el 1997. Destaquen del seu fons, entre altres documents, 
10.000 cartells, dels quals 1.500 corresponen a la guerra civil; els fons de l'exili republicà;
documentació relativa a la història del PSUC; part de l'arxiu del Movimiento Ibérico de Liberación; documentació sobre el món obrer, l'ensenyament, la repressió franquista, o sobre les lluites universitàries durant el franquisme; molt d'aquest material, evidentment clandestí en el seu moment.
El 22 de març de 2002 es va incorporar al pati de l'edifici una reproducció del Guernica, amb les mides originals. Es retornava així, simbòlicament, al lloc on va ser exposat per primera vegada.
El motiu escultòric Els mistos, obra de l'artista pop suec Claes Oldenburg, va ser 
col·locat el 1991.

## Fons
A l'edifici es va instal·lar, l'any 1996 la Biblioteca del Pavelló de la República, integrada en el CRAI de la Universitat de Barcelona. Reuneix un dels fons documentals i bibliogràfics més importants del món sobre la història espanyola del segle xx, especialment en els períodes de la Segona República Espanyola, la Guerra Civil espanyola, l'exili, el franquisme i la transició. L'origen està en les importants col·leccions de Josep Maria Figueras i del Centre d'Estudis Històrics Internacionals (CEHI) de la UB, als quals s'uniren obres sobre la matèria que ja tenia la universitat.
També hi ha un fons important sobre sovietisme i història política internacional del segle xx, especialment sobre la Segona Guerra Mundial.
Entre els fons, destaquen les col·leccions de cartells (de gran rellevància els de la guerra civil) i publicacions clandestines. També hi ha una col·lecció de més de 8.000 adhesius corresponents a fets polítics, econòmics, socials i culturals esdevinguts a Catalunya i a Espanya des del període franquista fins als nostres dies. Aquest fons prové de donacions de particulars i d'entitats, i també d'intercanvis amb altres col·leccionistes d'arreu de l'estat i de l'estranger.